# Championnat d'Irlande de football 1988-1989
Navigation
Édition précédente Édition suivante
Le Championnat d'Irlande de football en 1988-1989. À peine arrivé en Premier Division, Derry City FC remporte son premier titre de champion. Derry a donc gagné un titre de champion en Irlande et un autre en Irlande du Nord
Athlone Town et Cobh Ramblers FC montent en Premier Division. C’est la première fois que la ville de Cobh est représentée au plus haut niveau. Ils prennent la place de Bray et de Sligo qui descendent en First Division.

## Les 22 clubs participants
| Premier Division - Athlone Town - Bohemians FC - Cobh Ramblers FC - Cork City FC - Derry City FC - Dundalk FC - Galway United - Limerick FC - St. Patrick's Athletic FC - Shamrock Rovers - Shelbourne FC - Waterford United | First Division - Bray Wanderers - Drogheda United - UC Dublin - EMFA - Finn Harps - Home Farm FC - Longford Town - Monaghan United - Newcastle United - Sligo Rovers |

## Classement

### Premier Division
| Place | Club                      | Points | Victoires | Nuls | Défaites | Buts pour | Buts contre | Différence |
| ----- | ------------------------- | ------ | --------- | ---- | -------- | --------- | ----------- | ---------- |
| 1er   | Derry City FC             | 53     | 24        | 5    | 4        | 70        | 21          | +49        |
| 2e    | Dundalk FC                | 51     | 20        | 11   | 2        | 55        | 27          | +28        |
| 3e    | Limerick FC               | 45     | 18        | 9    | 6        | 57        | 37          | +20        |
| 4e    | St. Patrick's Athletic FC | 43     | 16        | 11   | 6        | 40        | 19          | +21        |
| 5e    | Bohemians FC              | 30     | 12        | 6    | 15       | 41        | 43          | -2         |
| 6e    | Athlone Town              | 29     | 11        | 7    | 15       | 30        | 33          | -3         |
| 7e    | Shamrock Rovers           | 29     | 8         | 13   | 12       | 34        | 42          | -8         |
| 8e    | Cork City FC              | 26     | 8         | 10   | 15       | 29        | 36          | -7         |
| 9e    | Shelbourne FC             | 26     | 8         | 10   | 15       | 26        | 40          | -14        |
| 10e   | Galway United             | 25     | 8         | 9    | 16       | 34        | 56          | -22        |
| 11e   | Cobh Ramblers FC          | 21     | 6         | 9    | 18       | 29        | 54          | -25        |
| 12e   | Waterford United          | 18     | 6         | 6    | 21       | 21        | 58          | -37        |

### First Division
| Place | Club            | Points | Victoires | Nuls | Défaites | Buts pour | Buts contre | Différence |
| ----- | --------------- | ------ | --------- | ---- | -------- | --------- | ----------- | ---------- |
| 1er   | Drogheda United | 39     | 16        | 7    | 4        | 38        | 22          | +16        |
| 2e    | UC Dublin       | 34     | 11        | 12   | 4        | 36        | 16          | +20        |
| 3e    | Bray Wanderers  | 34     | 13        | 8    | 6        | 41        | 25          | +16        |
| 4e    | Finn Harps      | 32     | 12        | 8    | 7        | 30        | 19          | +11        |
| 5e    | Home Farm FC    | 28     | 9         | 10   | 8        | 38        | 28          | +10        |
| 6e    | Newcastle West  | 27     | 7         | 13   | 7        | 33        | 37          | -4         |
| 7e    | Monaghan United | 23     | 6         | 11   | 10       | 28        | 42          | -14        |
| 8e    | Longford Town   | 23     | 9         | 5    | 13       | 25        | 43          | -18        |
| 9e    | EMFA            | 16     | 4         | 8    | 15       | 18        | 41          | -23        |
| 10e   | Sligo Rovers    | 14     | 4         | 6    | 17       | 23        | 37          | -14        |

## Source
- (en) Alex Graham, Football in the Republic of Ireland : a Statistical Record 1921–2005, Soccer Books Ltd, novembre 2005, 142 p. (ISBN 978-1862231351).